# Нікола Сольдо
Нікола Сольдо (хорв. Nikola Soldo, нар. 25 січня 2001, Штутгарт, Німеччина) — хорватський футболіст, захисник німецького клубу «Кельн» та молодіжної збірної Хорватії.

## Ігрова кар'єра

### Клубна
Нікола Сольдо починав свою кар'єру у 2008 році у молодіжній команді загребського «Динам», де в першій команді працював його батько — Звонимир Сольдо. Він був визнаний талановитим гравцем вже у підлітковому віці. Згодом Нікола пройшов ще кілька клубів, перш ніж у 2015 році приєднався до «Інтера» (Запрешич).
Перша гра футболіста на професійному рівні відбулася у серпні 2019 року проти столичного «Динамо». Провівши в «Інтері» два сезони, влітку 2019 року Сольдо перейшов до столичного клубу «Локомотива». І вже в липні зіграв першу гру у новій команді.
В останній день трансферного вікна влітку 2022 року Сольдо підписав трирічний контракт з німецьким «Кельном» і 18 вересня дебютував у німецькій Бундеслізі.

### Збірна
У 2023 році Нікола Сольдо взяв участь у молодіжному чемпіонаті Європи. Але за весь турнір захисник не вийшов на поле.

## Особисте життя
Батько Ніколи — Звонимир Сольдо, відомий в минулому футболіст, який грав у складі національної збірної Хорватії на двох чемпіонатах світу та чемпіонаті Європи у 1996 році. Брати Матія та Філіп також професійні футболісти.